# Заснування Молдавського князівства
Історія Молдавського князівства почалась з приходом волоського воєводи Драгоша, а згодом і його людей із Марморощини в область річки Молдава. Там він у 1350-их роках заснував державне утворення, васальне до Угорського королівства. Незалежність Молдавського князівства було здобуто, коли інший волоський воєвода з Марморощини Богдан I, посварившись із угорським королем, 1359 року перейшов Карпатські гори і заволодів Молдавським князівством, борючись проти Угорщини. Ці землі залишалися князівством до об'єднання з Волощиною у 1859 році, що започаткувало розвиток сучасної Румунської держави.
У різний час Молдавське князівство включало теж Бессарабію (з Буджаком) та всю Буковину. Нині його західна половина належить до Румунії, східна сторона — входить до Республіки Молдова, а північна і південно-східні райони — є частиною України.

## Домолдавський період
Молдавське князівство виникло на землях між Карпатами і річкою Дністер, де приблизно з 900 року панували кочові тюркські народи: печеніги, огузи і половці. Приблизно з 1150 р. над частиною цієї території почали поширювати свою владу сусідні Галицьке князівство і Угорське королівство, а в 1240-х землями на схід від Карпат оволоділо монгольське, а потім тюркське ханство Золота Орда. Монголи сприяли розвитку міжнародної торгівлі і проклали важливий торговельний шлях уздовж Дністра. Обіг там угорських і чеських монет показує, що на початку XIV сторіччя існували також тісні економічні зв'язки між сточищем Молдави і Центральною Європою.
На додачу до панівного тюркського населення середньовічні літописи і писемні джерела згадують інші народи, які жили між Карпатами та Дністром, в тому числі уличів і тиверців у ІХ столітті та бродників і аланів у ХІІІ сторіччі. Присутність волохів на цій території добре задокументована з 1160-х років. Їхні місцеві державні утвори вперше згадуються у ХІІІ столітті: 1241 року монголи розгромили Кара-Улаг (Чорні волохи), а наприкінці 1270 волохи вдерлися в Галич.

### Волохи (предки румунів) та їхні сусіди

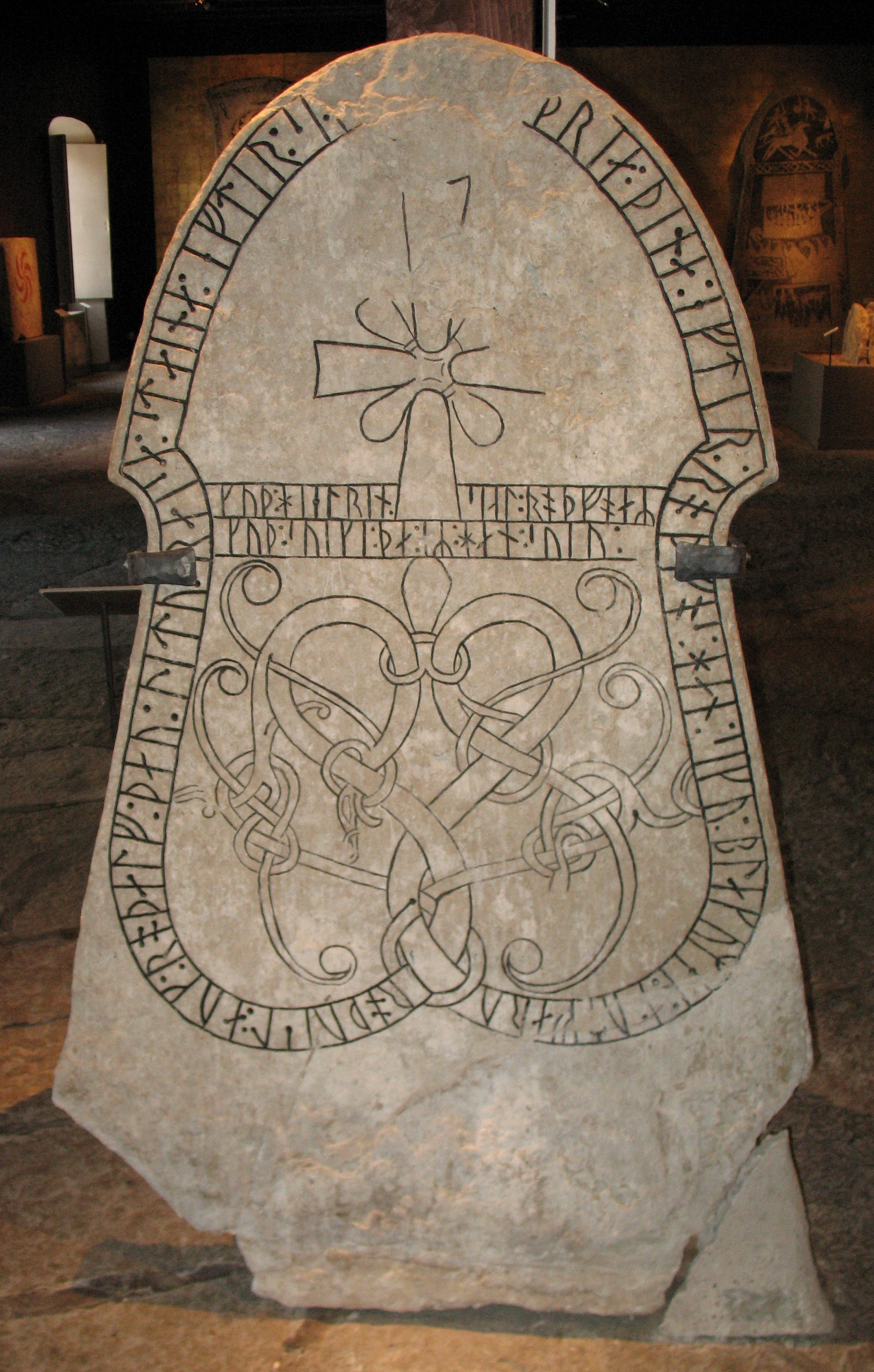
Округлий камінь G134 з ХІ століття з викарбуваними хрестом і рунами зі згадкою про «блакумен» (Blakumen), яких багато істориків ототожнюють з волохами (кладовище Шонгем, Готланд, Швеція)

Молдава (землі між Східними Карпатами та Дністром) виділилась в окрему область у XIV сторіччі. Протягом попереднього тисячоліття область зазнавала навал кочових народів, з подальшим мирним періодом близько 750 за часів Хозарського каганату, який привів до росту населення області. Нова матеріальна культура — Плисковсько-Преславська — поширилася на землі вздовж нижнього Подунав'я (як у сучасній Болгарії, так і Румунії), а також на території на схід від Карпат. Після приходу у 830-х мадяр у понтійські степи на північ від Чорного моря місцеві жителі в ІХ столітті зміцнили свої поселення уздовж Дністра частоколами і глибокими ровами. Уличі, тиверці Waladj, та Blaghā — це етнічні групи, пов'язані з волохами або румунами Карпатського регіону.
Віктор Спіней писав, що рунічний камінь, встановлений близько 1050 року, містить найранішу згадку про румунів на схід від Карпат. Він оповідає, що «блакумен» (Blakumen) у нез'ясованому місці вбили варязького купця.
Їхні суперники мадяри перейшли з понтійських степів у Карпатський басейн після того, як їх наприкінці ІХ століття розбили печеніги у союзі з болгарами. Печеніги оволоділи цією територією, але більшість поселень Плисковсько-Преславської культури збереглися. Укріплення були зруйновані тільки в Х або на початку ХІ століття. Нові поселення з'являлися вздовж нижньої течії Прута. Похоронні обряди місцевих жителів докорінно змінилися: на зміну поховання в землю прийшла кремація, тому приблизно після 1000 року неможливо виявити поховальний інвентар.

### Монгольське вторгнення і загарбання
За словами перського історика Рашида-ад-Діна Хамадані, монгольське військо під час монгольської навали 1241 року «просувалося шляхом Кара-Улаг, перетинаючи гори... і перемагаючи народ Улаг». Його оповідь свідчить, що «Кара-Улаг» або Чорні волохи, жили у Східних або Південних Карпатах. Папський посланець до Великого хана монголів Джованні ді Плано Карпіні познайомився у 1247 році з «князем Олаха», який «саме вирушав зі» своїм почтом до монголів. Віктор Спіней, Влад Джорджеску та інші історики визначають князя як волоського правителя, бо його ім'я схоже на угорську назву волоха (oláh), але це слово може також бути варіантом імені Олег. Францисканець Віллем Рубрук, який у 1250-х відвідав двір великого хана, зазначив Blac або Vlachs серед народів, які платили данину монголам, але територія волохів невизначена. Рубрук описував «Блакію» (Blakia) як «територію Ассана» на південь від Нижнього Дунаю, цим самим показуючи, що він її ототожнює з північними районами Другого Болгарського царства.
Археологічні знахідки (гончарні печі для виготовлення керамічних виробів і печі для виплавляння залізної руди) вказують на міста, які були важливими економічними осереддями Золотої Орди. У Старому Орхеї (рум. Orheiul Vechi) було також розкопано руїни мечеті і лазні. Місцеві жителі використовували високоякісну кераміку (амфороподібні посудини, гладущики, кухлі, глечики та горщики), подібні до знайдених в інших частинах Золотої Орди. Монголи підтримували міжнародну торгівлю, що привело до утворення «монгольської дороги» з Кракова понад Дністром. У цій самій області було розкопано майже 5 000 монгольських монет з першої половини XIV сторіччя. У гирлі Дністра розвинулося у важливий торговельний центр місто Білгород-Дністровський. Його заснували генуезькі купці наприкінці ХІІІ століття.
Зразки зброї та збруї з ХІІІ і XIV сторіччя, знайдені разом зі сільськогосподарськими знаряддями в комунах Ватра-Молдовіцей, Кошна і Козенешть, показують існування між Карпатами і верхів'ям Серета або місцевих еліт, або озброєних селянських груп. На тій самій території протягом першої половини XIV сторіччя були в обігу угорські і чеські монети. Місцеві жителі використовували кераміку нижчої якості, ніж та, що використовувалася в землях, якими безпосередньо правили монголи.

### Занепад Золотої Орди
Частина Молдавського князівства входила до складу Королівства Русі. 1334 р. в грамоті Короля Русі Юрія II згадується «вірний вельможа» Олександр Молдаович, що в той час урядував в Русо-Влахії. 
Найраніша сучасна писемна згадка про румунів у Мараморощині міститься в королівській грамоті 1326 року. У цьому році угорський король Карл I наділив «землею Зурдуки» (Zurduky) (нині Стримтура в Румунії) в «окрузі Марамуреш» волоського боярина Станіслава. Згідно з Молдавсько-руським літописом, який зберігся в руському літописному зводі, завершеному в 1505 році, угорський король Владислав відрядив послів запросити «старороманів і румунів» боротися проти монголів, а потім нагородив «старороманів» землями у Мараморощині. Історики Йонел Киндя і Думітру Цейку ототожнюють цю подію з битвою при озері Од у 1280 (Hód), де в літописі половецькі противники замінено на татар. Історики Павел Параска і Шербан Папакостя вгадують у «королі Владиславі» Ласла IV, який правив з 1270 по 1290 роки.
З розпадом Золотої Орди після смерті Узбек-хана 1341 року і Польща, і Угорщина почали в 1340-х розширюватися у бік степової зони. Вже в 1340 році Казимир III вдерся в Королівство Русі. Дві хроніки XIV століття стверджують, що король Людовик I відправив графа секеїв Лакфі керувати військом секейських воїнів у боротьбі проти монголів, які були вчинили набіги в Трансильванію. 2 лютого 1345 Лакфі і його військо завдали нищівної поразки великій монгольській армії. 1346 року секеї знову вторглися на «землю татар». Як свідчать обидві хроніки, монголи після своїх поразок відступили аж до Дністра. Археологічні дослідження показують, що наприкінці 1340-х у Бая, Сіреті, П'ятра-Нямц і Тиргу-Тротуш було зведено городища.

## Виноски
1. ↑  Bolovan та ін., 1997, с. 151—155.
2. ↑  Treptow та Popa, 1996, с. 135.
3. ↑  Treptow та Popa, 1996, с. 7.
4. ↑  Spinei, 2009, с. 48—50.
5. ↑  Sălăgean, 2005, с. 135.
6. ↑  Curta, 2006, с. 124, 157, 185.
7. ↑  Spinei, 2009, с. 85.
8. ↑  Cross та Sherbowitz-Wetzor, 1953, с. 56
9. ↑  Spinei, 2009, с. 82.
10. 1 2  Spinei, 2009, с. 83.
11. 1 2  Spinei, 2009, с. 54.
12. ↑  Sălăgean, 2005, с. 153.
13. ↑  Djuvara, 2014, с. 52.
14. ↑  Spinei, 2009, с. 94, 96.
15. 1 2 3  Curta, 2006, с. 186.
16. ↑  Al-Dīn та Boyle, 1971, с. 70
17. 1 2  Andreescu, 1998, с. 78.
18. 1 2  Spinei, 1986, с. 113.
19. ↑  di Plano Carpini та Hildinger, 1996, с. 119
20. 1 2 3  Spinei, 1986, с. 131.
21. ↑  Georgescu, 1991, с. 17.
22. 1 2  Sălăgean, 2005, с. 196.
23. ↑  Jackson, 2009, с. 139
24. ↑  Jackson, 2009, с. 30
25. ↑  Vásáry, 2005, с. 30.
26. ↑  Spinei, 1986, с. 148—149.
27. ↑  Rădvan, 2010, с. 521.
28. 1 2  Spinei, 1986, с. 150.
29. ↑  Rădvan, 2010, с. 328—329.
30. ↑  Spinei, 1986, с. 152.
31. 1 2  Sălăgean, 2005, с. 198.
32. 1 2  Rădvan, 2010, с. 476—477.
33. ↑  Sălăgean, 2005, с. 197.
34. ↑  Spinei, 1986, с. 162—163, 226.
35. ↑  Engel, 2001, с. 270.
36. ↑  Carciumaru, 2012, с. 173—174.
37. ↑  Spinei, 1986, с. 197.
38. ↑  Vékony, 2000, с. 11.
39. ↑  Ţeicu та Cândea, 2008, с. 280.
40. ↑  Parasca, 2011, с. 7.
41. ↑  Vásáry, 2005, с. 133.
42. ↑  Spinei, 1986, с. 127.
43. ↑  Sedlar, 1994, с. 24.
44. ↑  Spinei, 1986, с. 175.
45. 1 2 3 4  Spinei, 1986, с. 176.
46. 1 2 3  Vásáry, 2005, с. 156.
47. ↑  Rădvan, 2010, с. 334.

### Первинні джерела
- Al-Dīn, Rashīd; Boyle, John Andrew (Translator) (1971). The Successors of Genghis Khan'. Columbia University Press. ISBN 0-231-03351-6.
- di Plano Carpini, Giovanni; Hildinger, Erik (Translator) (1996). The Story of the Mongols: Whom We Call the Tartars. Branden Publishing Company. ISBN 978-0-8283-2017-7.
- Cross, Samuel Hazard (Translator); Sherbowitz-Wetzor, Olgerd P. (Co-translator) (1953). The Russian Primary Chronicle: Laurentian Text. Medieval Academy of America. ISBN. ISBN 978-0-915651-32-0.
- Jackson, Peter (Translator) (2009). The Mission of Friar William of Rubruck (His journey to the cour to the Great Khan Möngke, 1253–1255. Hackett Publishing Company. ISBN 978-0-87220-981-7.

### Вторинні джерела
- Andreescu, Stefan (1998). The making of the Romanian principalities. У Giurescu, Dinu C.; Fischer-Galați, Stephen (ред.). Romania: A Historic Perspective. East European Monographs. с. 77—104. OCLC 237138831.
- Bolovan, Ioan; Constantiniu, Florin; Michelson, Paul E.; Pop, Ioan Aurel; Popa, Cristian; Popa, Marcel; Scurtu, Ioan; Treptow, Kurt W.; Vultur, Marcela; Watts, Larry L. (1997). A History of Romania. The Center for Romanian Studies. ISBN 973-98091-0-3.
- Brătianu, Gheorghe I. (1980). Tradiția istorică despre întemeierea statelor românești [The Historical Tradition of the Foundation of the Romanian States] (Romanian) . Editura Eminescu.
- Brezianu, Andrei; Spânu, Vlad (2007). Historical Dictionary of Moldova. Scarecrow Press, Inc. ISBN 978-0-8108-5607-3.
- Carciumaru, Radu (2012). The Genesis of the Medieval State on the Romanian Territory: Moldavia. Studia Slavica et Balcanica Petropolitana. 2 (12): 172—188. Архів оригіналу за 5 січня 2022. Процитовано 13 квітня 2016.
- Curta, Florin (2006). Southeastern Europe in the Middle Ages, 500-1250. Cambridge University Press. ISBN 978-0-521-89452-4.
- Davis, Sacha (2011). East–West Discourses in Transylvania: Transitional Erdély, German-Western Siebenbürgen or Latin-Western Ardeal. У Maxwell, Alexander (ред.). The East–West Discourse: Symbolic Geography and its Consequences. Peter Lang AG, International Academic Publishers. с. 127—154. ISBN 978-3-0343-0198-5.
- Deletant, Dennis (1986). Moldavia between Hungary and Poland, 1347–1412. The Slavonic and East European Review. 64 (2): 189—211.
- Djuvara, Neagu (2014). A Brief Illustrated History of Romanians. Humanitas. ISBN 978-973-50-4334-6.
- Dobre, Claudia Florentina (2009). Mendicants in Moldavia: Mission in an Orthodox Land. Aurel Verlag und Handel Gmbh. ISBN 978-3-938759-12-7.
- Engel, Pál (2001). The Realm of St Stephen: A History of Medieval Hungary, 895–1526. I.B. Tauris Publishers. ISBN 1-86064-061-3.
- Georgescu, Vlad (1991). The Romanians: A History. Ohio State University Press. ISBN 0-8142-0511-9.
- Papadakis, Aristeides; Meyendorff, John (1994). The Christian East and the Rise of the Papacy: The Church, 1071–1453 AD. St Vladimir's Seminary Press. ISBN 978-0-88141-058-7.
- Parasca, Pavel (2011). Cine a fost "Laslău craiul unguresc" din tradiția medievală despre întemeierea Țării Moldovei [Who was "Laslău, Hungarian king" of the medieval tradition on the foundation of Moldavia] (PDF). Revista de istorie și politică (Romanian) . Universitatea Libera Internationala din Moldova. IV (1): 7—21. ISSN 1857-4076. Архів оригіналу (PDF) за 5 січня 2022. Процитовано 17 лютого 2015.
- Rădvan, Laurenţiu (2010). At Europe's Borders: Medieval Towns in the Romanian Principalities. BRILL. ISBN 978-90-04-18010-9.
- Sălăgean, Tudor (2005). Romanian Society in the Early Middle Ages (9th–14th Centuries AD). У Pop, Ioan-Aurel; Bolovan, Ioan (ред.). History of Romania: Compendium. Romanian Cultural Institute (Center for Transylvanian Studies). с. 133—207. ISBN 978-973-7784-12-4.
- Schramm, Gottfried (1997). Ein Damm bricht. Die römische Donaugrenze und die Invasionen des 5-7. Jahrhunderts in Lichte der Namen und Wörter [=A Dam Breaks: The Roman Danube frontier and the Invasions of the 5th-7th Centuries in the Light of Names and Words] (нім.). R. Oldenbourg Verlag. ISBN 3-486-56262-2.
- Sedlar, Jean W. (1994). East Central Europe in the Middle Ages, 1000–1500. University of Washington Press. ISBN 0-295-97290-4.
- Spinei, Victor (1986). Moldavia in the 11th–14th Centuries. Editura Academiei Republicii Socialiste Româna.
- Spinei, Victor (2009). The Romanians and the Turkic Nomads North of the Danube Delta from the Tenth to the Mid-Thirteenth century. BRILL. ISBN 978-90-04-17536-5.
- Treptow, Kurt W.; Popa, Marcel (1996). Historical Dictionary of Romania. Scarecrow Press, Inc. ISBN 0-8108-3179-1.
- Ţeicu, Dumitru; Cândea, Ionel (2008). Românii în Europa medievală (Între Orientul bizantin şi Occidentul latin). Studii în onoarea profesorului Victor Spinei. Istros. ISBN 978-973-1871-17-2.
- Vásáry, István (2005). Cumans and Tatars: Oriental Military in the Pre-Ottoman Balkans, 1185–1365. Cambridge University Press. ISBN 0-521-83756-1.
- Vékony, Gábor (2000). Dacians, Romans, Romanians. Matthias Corvinus Publishing. ISBN 1-882785-13-4.

## Додаткова література
- Bogdan, Ioan (1891). Vechile cronici moldovenești până la Ureche [Old Moldavian Chronicles before Ureche] (Romanian) . Editură Göbl.
- Boldur, Alexandru V. (1992). Istoria Basarabiei [History of Bessarabia] (Romanian) . Editura V. Frunza. ISBN 978-5-85886-027-3.
- Bolovan, Ioan; Constantiniu, Florin; Michelson, Paul E.; Pop, Ioan Aurel; Popa, Cristian; Popa, Marcel; Scurtu, Ioan; Treptow, Kurt W.; Vultur, Marcela; Watts, Larry L. (1997). A History of Romania. The Center for Romanian Studies. ISBN 973-98091-0-3.
- Castellan, Georges (1989). A History of the Romanians. East European Monographs. ISBN 0-88033-154-2.
- Durandin, Catherine (1995). Historie des Roumains [History of the Romanians] (French) . Librairie Artheme Fayard. ISBN 978-2-213-59425-5.
- Golden, P. B. (1984). Cumanica: The Qipčaqs in Georgia. Archivum Eurasiae Medii Aevi. Harrassowitz Verlag. IV: 45—87. ISBN 978-3-447-08527-4.
- Knoll, Paul W. (1972). The Rise of the Polish Monarchy: Piast Poland in East Central Europe, 1320–1370. The University of Chicago Press. ISBN 0-226-44826-6.
- Pop, Ioan Aurel (1999). Romanians and Romania: A Brief History. Columbia University Press. ISBN 0-88033-440-1.